# Suffolk-Schaf
Das Suffolk-Schaf ist eine Hausschafrasse. Die Rasse ist seit Ende des 18. Jahrhunderts aus England bekannt und entstand als Kreuzung von Southdown- und Norfolk-Horn-Schafen. Das Zuchtbuch wurde erst Ende des 19. Jahrhunderts geschlossen. Auch in Nordamerika wurde diese Rasse eingeführt und stark verändert weitergezüchtet (englisches Suffolk und amerikanisches Suffolk). Die Schafrasse steht auf der Beobachtungsliste des britischen Rare Breeds Survival Trust.

## Merkmale
Das Suffolk-Schaf gilt als sehr frühreifes und wuchsfreudiges Fleischschaf. Der Körper ist langgestreckt und breit mit niedrigen Beinen und geradem Rücken. Die Schafe sind sehr muskulös, wodurch Brust, Keulen und Rücken sehr stark ausgeprägt sind. Die Wolle ist generell weiß, das Gesicht, die Ohren und die Beine sind tiefschwarz und nur glatt behaart. Weder Schafe noch Böcke tragen Hörner. Ausgewachsene Zuchtböcke können Lebendgewichte von über 200 Kilogramm erreichen. Lammböcke (Jährlinge) erreichen schon ein stattliches Gewicht von ca. 100 Kilogramm und mehr.